# Société coopérative d'intérêt collectif
Une société coopérative d’intérêt collectif (Scic) est une coopérative de production de biens ou de services de droit français. Son sociétariat doit être multiple. Il s'agit d'une société commerciale qui associe obligatoirement autour d'un projet des acteurs salariés, des acteurs bénéficiaires et des contributeurs pour produire des biens ou des services d'intérêt collectif au profit d'un territoire ou d'une filière d'activités.

## Histoire

### Contexte
En 1998, à la demande du cabinet de la Ministre de l'Emploi et de la Solidarité Martine Aubry, Henri Le Marois et Hugues Sibille conçoivent et proposent un nouveau statut pour les entreprises relevant de l'économie sociale sous le nom de Société coopérative d'intérêt collectif (SCIC). Ils s'inspirent pour cela des entreprises sociales italiennes.
En date du 5 avril 2001, sur proposition de la Délégation interministérielle à l’économie sociale (Dies), une réflexion est engagée sur la création d’une « entreprise à but social » à la suite des débats parlementaires relatifs à la loi « Nouveaux services – Emplois jeunes » d'octobre 1997 et à la loi relative à la lutte contre les exclusions de 28 juillet 1998.
Fin 2018, dans le cadre du projet de loi de finances 2019, une proposition du gouvernement Édouard Philippe (2) revient sur la suppression de la déductibilité de l’impôt sur les sociétés des bénéfices mises en réserves impartageables dans les Scic. Cette niche fiscale est estimé entre 1 million par la direction générale des Finances publiques en 2011 et 1,6 million d’euros. Le 19 décembre 2018, les députés confirment le maintien de cet avantage fiscal.

## Législation
Le statut de Scic est institué par la loi no 2001-624 du 17 juillet 2001, est introduite au titre II ter de la loi no 47-1775 du 10 septembre 1947 portant statut de la coopération,.
La loi no 2007-1824 du 25 décembre 2007 défiscalise la part du résultat affectée aux réserves impartageables.
La loi no 2012-387 du 22 mars 2012 supprime l'agrément préfectoral et modifie les règles de quorum.
La loi no 2014-856 du 31 juillet 2014 passe le plafond de capital pouvant être détenu par des collectivités territoriales de 20 % à 50 %, autorise la forme Société par actions simplifiée (SAS), oblige un volet « évolution du projet coopératif » dans le rapport annuel de gestion,.
Des principes du statut SCIC sont spécifiquement adaptés pour les coopératives en SCIC HLM, ainsi que pour les Sacicap (voir Union sociale pour l'habitat).

## Caractéristiques essentielles

### Forme et valeurs

#### Statut juridique
Une Scic est une société coopérative de forme commerciale à gestion désintéressée. Elle prend la forme d'une société anonyme (SA), une société par actions simplifiée (SAS) ou une société à responsabilité limitée (SARL) à capital variable,.
Une association ou toute autre société est autorisée à se transformer en Scic, sans changement de personne morale,.

#### Valeurs
La Scic promeut des valeurs collectives et doit avoir un double objectif : efficacité économique et dimension sociale.
La Scic a pour objet « la production ou la fourniture de biens ou de services d'intérêt collectif qui présentent un caractère d'utilité sociale ». Les tiers non associés — c’est-à-dire les personnes physiques ou morales ne détenant pas de part du capital de la coopérative — peuvent bénéficier des produits et services de la Scic,,.

### Sociétariat et modalités de vote
Les sociétaires sont les détenteurs de capital d'une société coopérative. Selon le principe général de la coopération, chaque sociétaire dispose d'une et d'une seule voix à l'assemblée générale, « une personne, une voix », indépendamment du nombre de parts sociales détenu au capital. Il s'oppose au principe d'une action, une voix des sociétés commerciales traditionnelles.

#### Catégories de sociétaire
Le sociétariat d'une Scic doit au minimum être composé de trois catégories de sociétaires, : 
- des salariés de la coopérative (ou, en l'absence de salariés, des producteurs) ;
- des bénéficiaires (clients, usagers, fournisseurs…) ;
- et d'autres personnes physiques ou morales qui contribuent par tout autre moyen à l'activité de la coopérative (par exemple des collectivités publiques dans la limite de 50 % du capital social de la Scic, des entreprises, des associations, des bénévoles, des financeurs…)[n 5],[16].

#### Collèges de vote
Dans certaines Scic, sans déroger à ce principe, mais pour garantir un équilibre des pouvoirs dans un sociétariat hétérogène, le vote des associés en assemblée générale peut être pondéré par collèges de vote (trois au minimum) si les statuts le prévoient. Dans ce cas, aucun collège de vote ne peut disposer de la majorité à lui seul. Chaque collège est alors pourvu entre 10 % minimum et 50 % maximum des droits de vote.

### Fiscalité et révision coopérative

#### Fiscalité
Les sociétés commerciales sous statut Scic, comme toutes sociétés inscrites au registre du commerce et des sociétés sont soumises aux impôts commerciaux et relèvent de la fiscalité de droit commun.

##### Réserves impartageables
Le statut de Scic oblige l'affectation d'un minimum de 57,5 % du résultat net aux réserves impartageables. Comme toutes les sociétés coopératives, ce statut juridique exige l'affectation de 15 % du résultat à la réserve légale, ainsi que spécifiquement au statut de Scic, au moins 42,5 % du résultat doit, en sus, être affecté à la réserve statutaire. Le solde (42,5 % au maximum) peut être affecté au versement d'un intérêt aux parts sociales, après déduction des éventuelles aides publiques qui doivent être affectées aux réserves impartageables,,.

##### Impôt sur les sociétés
La part des excédents mise en réserves impartageables est déductible de l'assiette de l'impôt sur les sociétés,.

##### Intérêt aux parts sociales
La rémunération des parts sociales est légalement limitée à la moyenne, sur les trois années civiles précédant la date de l'assemblée générale du taux moyen de rendement des obligations des sociétés privées. Depuis, la loi Sapin II de décembre 2016, ce taux est majoré de deux points. L'attribution d'un intérêt aux parts sociales est conditionné à proposition de l'instance dirigeante (gérant, conseil d'administration, président,...) et acceptation de l'assemblée générale.

##### Divers
La ristourne coopérative, applicable aux Scop, ne l'est pas pour les Scic.

#### Révision coopérative
La Scic doit tous les cinq ans, lors d'une révision coopérative, faire examiner l'adéquation de l'organisation et de sa gestion, avec les principes et règles de la coopération et l'intérêt des sociétaires. La révision coopérative doit être effectuée par un réviseur agréé, qui soumet des propositions d'évolution 
Par exception, cette révision peut être anticipée au terme de trois exercices déficitaires ou si les pertes d'un exercice s'élèvent à la moitié au moins du montant le plus élevé atteint par le capital social de la coopérative,.
Par ailleurs, le rapport annuel de gestion doit comporter un volet sur l'évolution du projet coopératif.

## Propriétés uniques
Une Scic est d'abord au service d'un projet rassemblant plusieurs parties prenantes (dont les salariés, ou plus généralement les producteurs, ne sont qu'une part). C'est une différence majeure avec une Scop qui est d'abord un projet de salariés et qui dispose de droits spécifiques comme la ristourne coopérative ou « part travail » par exemple.
C'est probablement l'unique statut en France capable d'intégrer aussi facilement des collectivités publiques. En effet, comme le dispose la loi sur les coopératives : « Les collectivités territoriales, leurs groupements et les établissements publics territoriaux peuvent détenir ensemble jusqu'à 50 % du capital de chacune des sociétés coopératives d'intérêt collectif ».